# Khal Drogo
Khal Drogo là một nhân vật giả tưởng trong bộ tiểu thuyết kỳ ảo A Song of Ice and Fire của nhà văn người Mỹ George R. R. Martin, được xuất hiện trong 2 mùa đầu tiên của phim truyền hình Game of Thrones.
Được giới thiệu lần đầu tiên vào năm 1996 trong cuốn sách A Game of Thrones, Drogo là một khal, có nghĩa là người lãnh đạo của tộc người Dothraki, một bộ tộc chiến binh chuyên rong ruổi khắp nơi trên lục địa Essos.
Drogo được thể hiện bởi diễn viên Jason Momoa trong series truyền hình nổi tiếng của HBO.

## Cốt truyện
Drogo là một vị khal quyền lực, một người thuộc tộc Dothraki, bộ tộc của những chiến binh cưỡi ngựa chuyên rong ruổi trên các Thành phố Tự do. Anh là một chiến binh được giáo dục đầy đủ và chưa từng phải chịu thất bại trên chiến trường.

### A Game of Thrones
Trong A Game of Thrones, Viserys Targaryen và Illyrio Mopatis đã cho Daenerys Targaryen thành thân với Khal Drogo để được nhận sự giúp đỡ và có đội quân của anh cho mưu đồ xâm phạt Westeros.  Anh đã thể hiện rằng mình một người chồng tốt bụng, nhạy cảm và rất thương yêu vợ. Sau khi Daenerys bị ám sát bất thành, anh đã thề rằng sẽ đánh chiếm Westeros, nhưng sau đó anh đã bị thương trong một cuộc chiến đấu. Vết thương của anh dần dần bị nhiễm trùng rất nguy kịch. Daenerys trong lúc tìm cách giúp đỡ anh với ma thuật máu, đã vô tình hy sinh đứa con trai trong bụng của cô. Dù điều này cứu mạng anh, nhưng anh đã phải sống trong trạng thái thực vật. Nhìn thấy Drogo trong tình trạng như vậy, Daenerys đành phải kết liễu anh với một chiếc gối. Trong lễ hỏa thiêu xác anh, cô đã bước lên trên giàn thiêu cùng với những quả trứng rồng của mình, nhưng không những cô chẳng hề bị thương mà nhờ có ngọn lửa mà ba quả trứng rồng đã nở ra ba con rồng con. Sau đó, Daenerys đã lấy tên của chồng mình đặt tên cho con rồng mà cô thích nhất, Drogon.
Câu chuyện về Khal Drogo không được kể từ góc nhìn của nhân vật này, những hành động của anh trong truyện đều được chứng kiến và diễn tả lại dưới góc nhìn của Daenerys Targaryen.

## Phiên bản truyền hình

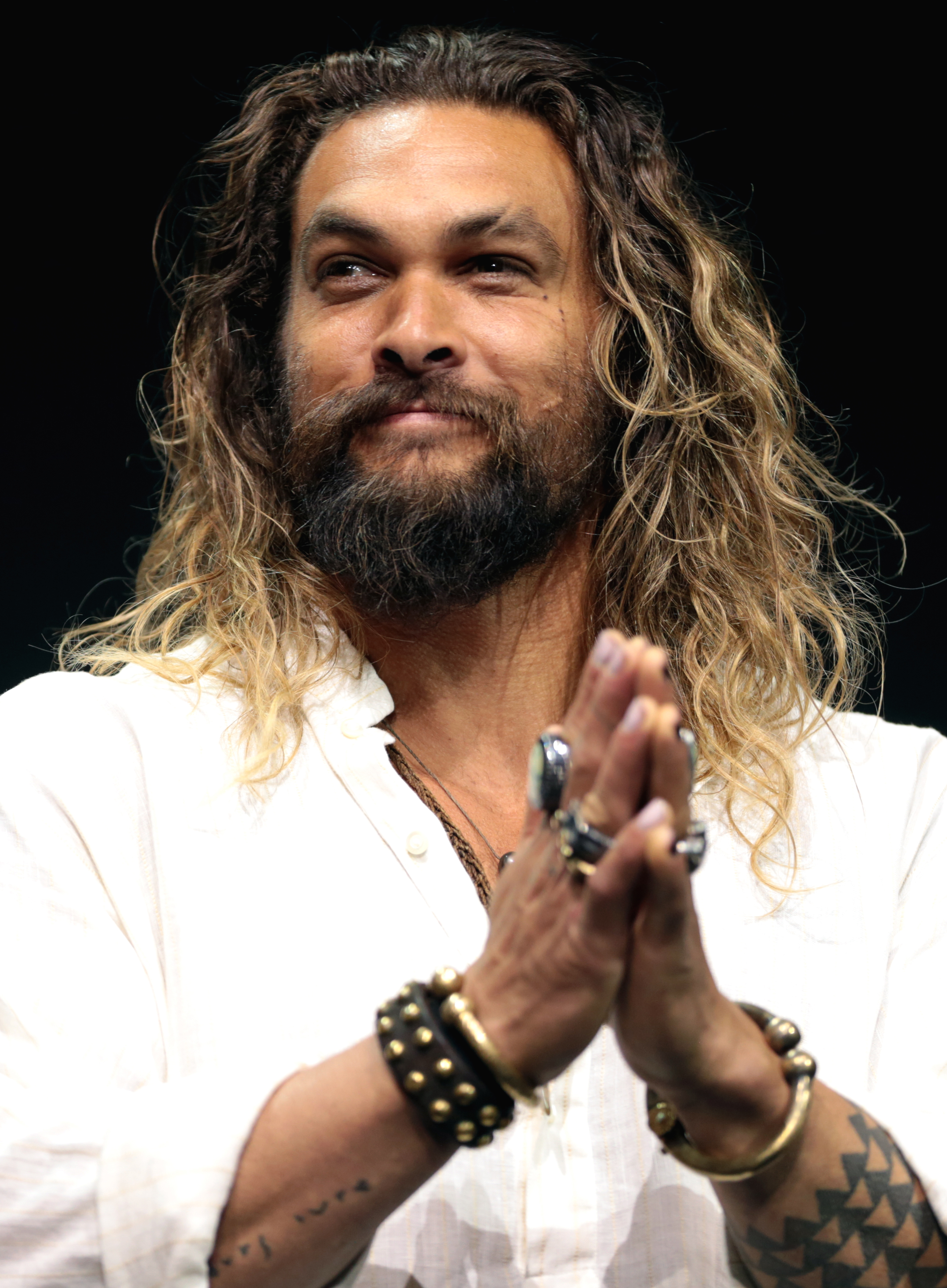
Jason Momoa trong vai Drogo trên phiên bản truyền hình

Nhân vật Khal Drogo được thể hiện bởi diễn viên người Mỹ Jason Momoa trong series truyền hình Game of Thrones. Trong buổi thử vai cho nhân vật Drogo anh đã biểu diễn tiếng hét xung trận theo phong cách Ka Mate. Momoa chia sẻ những trải nghiệm của mình khi đọc về nhân vật này:
Khi tôi đọc kịch bản của nhân vật Khal Drogo, tôi thực sự thích nó. Không thể tin được điều này đang diễn ra, tôi phải có vai diễn này. Tôi cứ như thể, "Không ai có thể lấy vai diễn này của tôi." ... Mọi người cứ bảo điều đó rất đơn giản [đóng vai nhân vật này]—"Anh chỉ cần ngồi đó thôi!" Nhưng rất khó để trở nên đáng sợ, và càng khó hơn để phải nói tất cả khi bạn chẳng nói gì hết.
Jason cũng đưa ra những ý kiến về nhân vật:
Tôi đã đọc kịch bản và tôi cảm thấy: "Trời đất ạ! Khốn kiếp, tôi chết mất!" ... Những gì được [George R. R. Martin] thực hiện thật tuyệt vời. Đây là các nhân vật chính của bạn, bạn phải nghĩ về họ theo một cách khác, và rồi bạn ghét nhân vật đấy, sau đó bạn lại yêu nhân vật đấy, và rồi các nhân vật bị giết và bạn quay cuồng trong cảm xúc. Từ những đứa trẻ nhỏ cho đến những nhân vật tưởng như vô danh đều được phát triển và phát triển. Ông ấy đã tạo ra một thế giới tuyệt đẹp. Tôi như bị cuốn theo nó. Được thể hiện nhân vật Khal Drogo là một điều phi thường và tôi ước rằng anh ta có thể ở lại lâu hơn, tôi sẽ nhớ nhân vật này lắm đấy.

## Cốt truyện

#### Mùa đầu tiên
Khal Drogo là một thủ lĩnh của tộc người Dothraki. Anh được dàn xếp để đính hôn với Daenerys Targaryen thông qua người anh trai của cô ta, Viserys. Anh là một chiến binh cừ khôi và không ai có thể đánh bại trên chiến trường. Viserys Targaryen cùng Magister Illyrio mưu tính rằng khi thỏa thuận cho Daenerys kết hôn cùng Drogo, hắn ta sẽ nhận được sự hậu thuẫn của Drogo để có quân đội giành lại Westeros. Dù lúc đầu Daenerys không hạnh phúc với cuộc hôn nhân được dàn xếp này, Drogo đã chứng tỏ anh là một người chồng biết cảm thông và yêu thương bất chấp sự đáng sợ của anh đối với những gã đàn ông khác. Sau cuộc ám sát bất thành nhắm vào Daenerys, Drogo hứa sẽ mang quân chinh phạt Westeros như một món quà dành cho đứa con trai chưa ra đời. Tuy nhiên, sự chưa thành thì anh đã lao vào một cuộc chiến với một kẻ thuộc hạ là Mago và bị hắn làm bị thương. Vết thương nhanh chóng nhiễm trùng khiến Drogo dần ốm yếu đến mức không thể cưỡi được ngựa, một dấu hiệu thể hiện sự kém cỏi đối với các chiến binh Dothraki. Hầu hết các thuộc hạ đều bỏ đi, Daenerys trong lúc quá tuyệt vọng đã quyết định nghe lời mụ phù thủy mà cô từng cứu sống và hy sinh đứa con trai trong bụng với hy vọng có thể cứu sống Drogo. Dù rằng quả thực anh đã sống, nhưng mụ phù thủy đã làm phép để khiến anh mãi mãi phải sống trong trạng thái thực vật. Daenerys quá thương hại nên đã để anh chết. Trong lễ hỏa táng của Drogo, cô lao mình vào ngọn lửa và vô tình khiến những quả trứng rồng nở.

#### Mùa 2
Khi Daenerys đang có mặt tại thành Qarth, cô bỗng nhìn thấy ảo ảnh ở một nơi giống như Tòa thành Đỏ đổ nát, có tuyết rơi và Khu rừng bị nguyền. Tại đây, cô gặp lại người chồng quá cố Khal Drogo cùng với đứa con trai chưa sinh ra tên là Rhaego. Không chắc đây là mơ hay thật, Daenerys bỗng choàng tỉnh giấc khi nghe thấy tiếng kêu của những con rồng.

## Sự ghi nhận
Momoa nhận được khá nhiều những nhận xét tích cực cho khả năng vào vai cũng như khả năng sáng tạo rất tốt với nhân vật của anh. Một ví dụ đó là trong một phân đoạn khi đang giao đấu với một kẻ không quy phục có tên Mago, Drogo đã rút trọn phần lưỡi của hắn để trừng phạt. Phân cảnh này không hề có trong kịch bản mà được Momoa gợi ý thêm vào vì anh cho rằng nhân vật Drogo là một chiến binh hùng mạnh nhưng lại chưa có cơ hội để thể hiện sức mạnh đáng sợ của mình trên màn ảnh.